# Prix Pushcart
Le prix Pushcart (Pushcart Prize) est un prix littéraire américain décerné par la maison d'édition Pushcart Press (en) et qui récompense les meilleures poésies, essais, nouvelles et autres genres littéraires publiés par la small press l'année précédente. Les éditeurs peuvent présenter jusqu'à 6 textes, et ces textes peuvent avoir été publiés en ligne. 
Des anthologies de ces sélections ont été publiées depuis 1976.
Ce prix a été fondé en 1976 par Bill Henderson (publisher) (en) (fondateur de Pushcart Press) et d'autres éditeurs, dont Paul Bowles, Ralph Ellison, Joyce Carol Oates et Reynolds Price (en).
Parmi les auteurs récompensés et figurant dans les anthologies, on peut citer Kathy Acker, Kaveh Akbar (en) Sherman Alexie, Renée Ashley, Steven Barthelme (en), Rick Bass, Charles Baxter, Becky Birtha, Bruce Boston (en), Raymond Carver, Joshua Clover, Junot Diaz, Stuart Dischell, Andre Dubus, Dan Chaon, Louise Erdrich, William H. Gass, William Giraldi, Seán Mac Falls (en), Michael Kardos, David Means, William Monahan, Paul Muldoon, Joyce Carol Oates,  Tim O'Brien, Lance Olsen (en), Peter Orner (en), Eric Puchner, Kevin Prufer (en) Kay Ryan, Gerald Shapiro, Mona Simpson,  Ana Menéndez (en)et Wells Tower.